# Société anonyme des Charbonnages de la Grande Bacnure

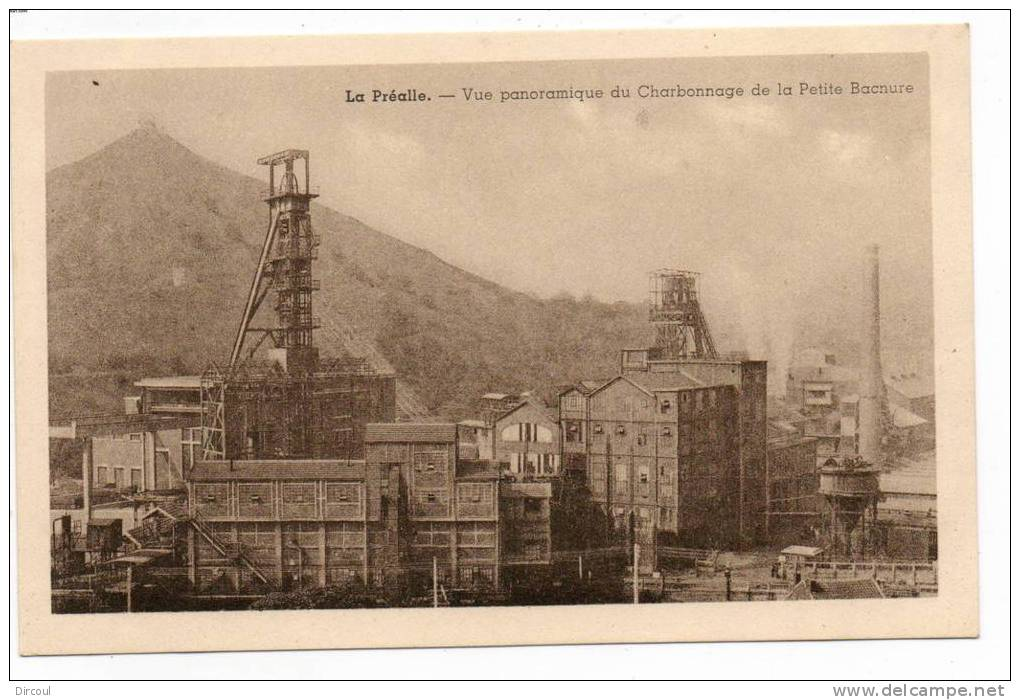
Petite Bacnure

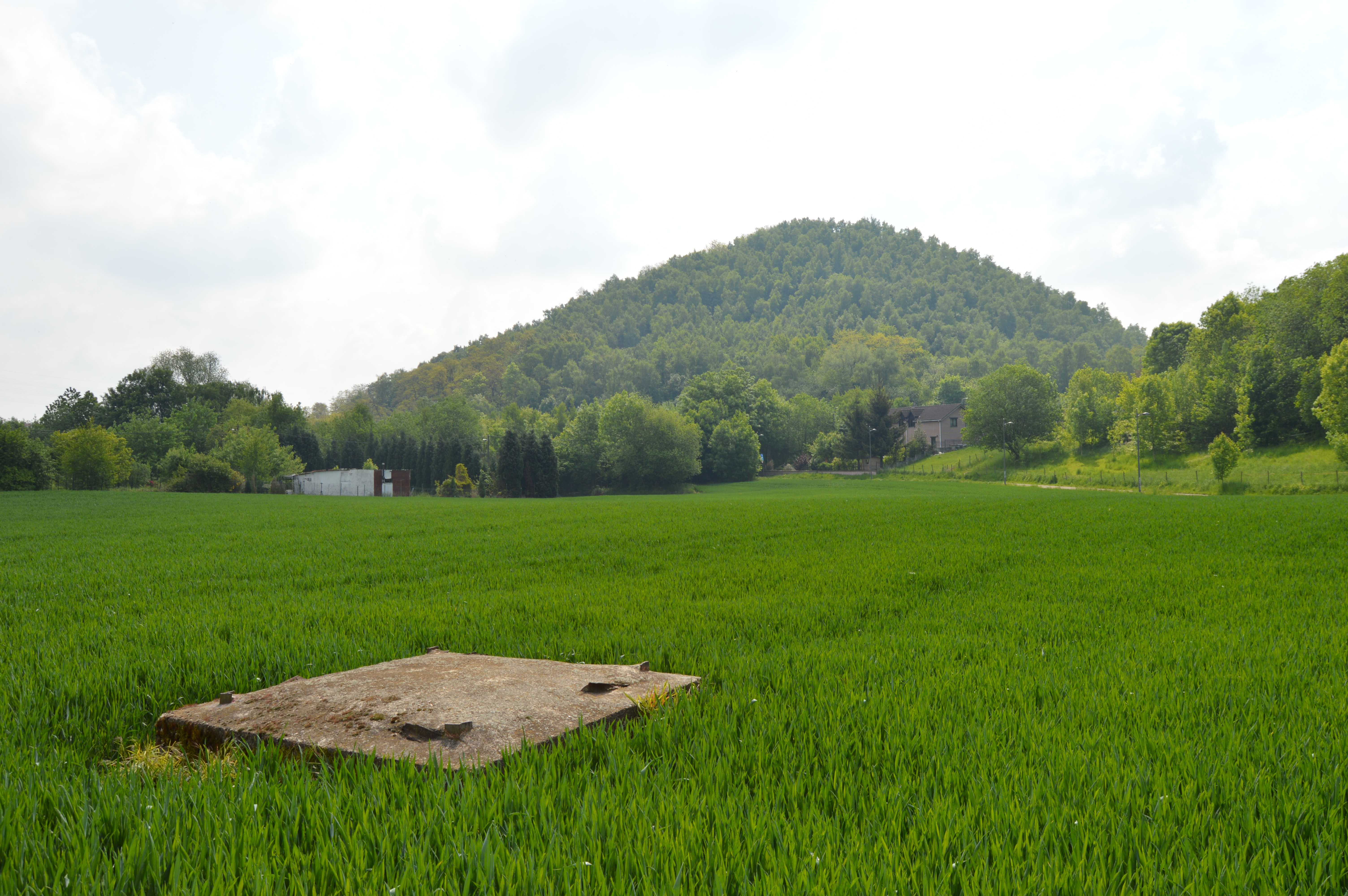
Terril van de Petite Bacnure en dichtgemaakte schacht

De Société anonyme des Charbonnages de la Grande Bacnure was een steenkoolmijnbouwmaatschappij waarvan de concessies zich bevonden aan de linkeroever van de Maas te noorden van Luik, in Herstal, Vottem en Luik.
De concessie werd begrensd door die van de Société anonyme des Charbonnages de Bonne Espérance, Batterie, Bonne-Fin et Violette en die van de Société anonyme des Charbonnages du Hasard.

## Geschiedenis
In 1824 werd de Société charbonnière de la Grande Bacnure opgericht. Eén der mijnzetels lag aan de spoorlijn ten noorden van de Herstalse wijk Coronmeuse. Daar bevond zich de steenkoolwasserij en de terril. In de wijk Bernalmont bevond zich een tweede mijnzetel.
In 1885 werd de maatschappij omgevormd tot een Naamloze vennootschap, en in 1920 fuseerde zij met de Société anonyme des Charbonnages de la Petite Bacnure, die eigendom was van dezelfde familie, namelijk Braconier.
De Grande Bacnure sloot in 1960, en in 1971 werd ook de Petite Bacnure stilgelegd.

## Heden
In 1990 werden de gebouwen van de Grande Bacnure gesloopt om plaats te maken voor een golfterrein. Het Kasteel van Bernalmont, ooit de directeurswoning van de mijn, is tegenwoordig het restaurant van het golfterrein.
Ook van de Petite Bacnure werden de gebouwen gesloopt. De terril bleef bestaan, en nog in 1999 ontbrandde een deel ervan spontaan. Naast deze terril ligt de terril de Belle-Vue, onderdeel van de Société anonyme des Charbonnages du Hasard.